# استلا ریمینگتون
استلا ریمینگتون (زاده ۱۳ مه ۱۹۳۵ - درگذشته ۳ اوت ۲۰۲۵) نویسنده بریتانیایی و مدیر کل ام‌آی۵ بود، ریمینگتون این سمت را از سال ۱۹۹۲ تا ۱۹۹۶ بر عهده داشت. او اولین مدیر کل زن ام‌آی۵ و اولین مدیر کلی بود که نامش در زمان انتصاب علنی شد. در سال ۱۹۹۳، ریمینگتون اولین مدیر کل ام‌آی۵ شد که در مراسم رونمایی از بروشوری که فعالیت‌های این سازمان را شرح می‌داد، آشکارا عکس گرفت.

## اوایل زندگی
ریمینگتون با نام اصلی استلا وایت‌هاوس در ۱۳ مه ۱۹۳۵ در جنوب لندن، انگلستان متولد شد. خانواده‌اش در سال ۱۹۳۹ به دلیل خطرات زندگی در لندن در طول جنگ جهانی دوم، از جنوب نوروود به اسکس نقل مکان کردند. در آنجا پدرش به عنوان نقشه‌کش ارشد در کارخانه فولاد و بعداً در بارو-این-فرنس مشغول به کار شد. او پس از گذراندن مدتی در والاسی، در مدرسه صومعه کراسلندز تحصیل کرد. دوران دبیرستان را در دبیرستان دخترانه‌ای در ناتینگهام گذراند. استلا به‌طور اتفاقی با همسر آینده‌اش، جان ریمینگتون، که او را از ناتینگهام می‌شناخت، آشنا شد. او مدرک خود را در سال ۱۹۵۸ را از دانشگاه ادینبرو دریافت کرد و سپس در دانشگاه لیورپول در رشته مدیریت بایگانی ادامه تحصیل داد و در نهایت در سال ۱۹۵۹ به عنوان بایگان در اداره ثبت اسناد شهرستان در ووستر مشغول به کار شد. استلا در سال ۱۹۶۳ با جان ریمینگتون ازدواج کرد و به لندن نقل مکان کرد.
در سال ۱۹۶۵، به شوهرش پیشنهاد شد که به عنوان دبیر اول (اقتصادی) کمیسیون عالی بریتانیا در دهلی نو، هند، در خارج از کشور مشغول به کار شود و این زوج در ماه سپتامبر با کشتی به هند سفر کردند.

## هند و ام‌ای۵
در سال ۱۹۶۷، پس از دو سال اقامت در هند، از ریمینگتون خواسته شد تا به یکی از دبیران اول کمیسیون عالی در کارهای دفتری کمک کند. او موافقت کرد و وقتی شروع به کار کرد، متوجه شد که او نماینده سرویس امنیتی بریتانیا (ام‌آی۵) در هند است. ریمینگتون با دریافت مجوز امنیتی، نزدیک به دو سال در آن دفتر کار کرد، تا اینکه در سال ۱۹۶۹ به همراه همسرش به لندن بازگشت و در آنجا تصمیم گرفت برای یک موقعیت دائمی در م‌آی۵ درخواست دهد.
بین سال‌های ۱۹۶۹ تا ۱۹۹۰، ریمینگتون در هر سه شاخه سرویس امنیتی کار کرد: ضد جاسوسی، ضد براندازی و ضد تروریسم. پس از اعتصاب اپراتورهای کامپیوتر وزارت بهداشت و تأمین اجتماعی در سال ۱۹۷۹، ریمینگتون دستیار مدیر گروه بین‌اداره‌ای احیا شده در مورد براندازی در زندگی عمومی شد تا اقدامات براندازان در خدمات مدنی را شناسایی و محدود کند.
ریمینگتون در سال ۱۹۸۹، در دادگاه علیه جاسوس اهل چکسلواکی، به نام واسلاو یلینک (که با نام مستعار «اروین ون هارلم» تحت پیگرد قانونی قرار گرفته بود) شهادت داد. در سال ۱۹۹۰، او به یکی از دو سمت معاون مدیر کل سرویس ارتقا یافت، جایی که بر انتقال ام‌آی۵ به تیمز هاوس نظارت داشت. در دسامبر ۱۹۹۱، او به مسکو سفر کرد تا اولین تماس دوستانه بین سرویس‌های اطلاعاتی بریتانیا و دشمنان قدیمی آنها، کا گ ب، برقرار شود. در بازگشت از روسیه به او گفته شد که به سمت مدیر کل ارتقا یافته است.

## مدیر کل
در ماه‌های اول تصدی سمت مدیرکلی، ریمینگتون هدف کمپین مصمم مطبوعات بریتانیا برای شناسایی او قرار گرفت. روزنامه‌های نیو استیتسمن و ایندیپندنت عکس‌های مخفیانه‌ای از او به دست آورده و منتشر کرده بودند، با وجود این، ریمینگتون کارزاری برای بهبود شفافیت سرویس تحت مدیریتش و افزایش شفافیت عمومی راه انداخت. در ۱۶ ژوئیه ۱۹۹۳، ام‌آی۵ (با تأیید اکراه‌آمیز دولت بریتانیا) یک کتابچه ۳۶ صفحه‌ای با عنوان «سرویس امنیتی» منتشر کرد که برای اولین بار جزئیات فعالیت‌ها، عملیات و وظایف ام‌آی۵ و همچنین هویت و حتی عکس‌های ریمینگتون به عنوان مدیرکل را به‌طور عمومی فاش کرد.
ریمینگتون در سال ۱۹۹۶ بازنشسته شد.

نقش او در ارتش الگویی برای بازی جودی دنچ در نقش ام در مجموعه فیلم‌های جیمز باند بود که از فیلم «چشم طلایی» شروع شد.

## پس از ام‌آی۵
ریمینگتون پس از ترک ام‌آی۵ به عنوان مدیر غیر اجرایی برای شرکت‌هایی مانند مارکس اند اسپنسر و گروه BG کار کرد.

ریمینگتون خاطرات خود را با عنوان «راز آشکار» در سال ۲۰۰۱ منتشر کرد. در سال ۲۰۰۴، اولین رمان او با عنوان «در معرض خطر» دربارهٔ یک افسر اطلاعاتی زن به نام لیز کارلایل منتشر شد. پس از آن، مجموعه‌ای از رمان‌های دیگر نیز منتشر کرد.
او رئیس داوران جایزه من بوکر ۲۰۱۱ بود. او و دیگر داوران به دلیل تمرکز بر «خوانایی» به جای کیفیت ادبی، مورد انتقاد گسترده قرار گرفتند. ریمینگتون در سخنرانی خود در مراسم بوکر با «انتقاد تندی» پاسخ داد که در آن منتقدان ادبی بریتانیا را با کا گ ب مقایسه کرد.

## زندگی شخصی و مرگ
در سال ۱۹۶۳، او با جان ریمینگتون، که از دوران مدرسه می‌شناخت، ازدواج کرد و صاحب دو دختر شدند. آنها در سال ۱۹۸۴، از هم جدا شدند ولی به‌طور رسمی طلاق نگرفتند زیرا «به نظرشان بی‌فایده می‌آمد»، و در اواخر عمر با هم آشتی کردند و در طول قرنطینه کووید ۲۰۲۱ با هم زندگی کردند. ریمینگتون اظهار داشت: «به نظر من این دستورالعملی خوب برای ازدواج است: از هم جدا شوید، جداگانه زندگی کنید و بعداً به آن برگردید.»
ریمینگتون در ۳ اوت ۲۰۲۵ در ۹۰ سالگی درگذشت.

### در معرض خطر
اولین رمان ریمینگتون، در معرض خطر، دانش او از عملیات جاسوسی را به یک رمان دلهره‌آور (ژانر) تبدیل می‌کند. قهرمان او یک افسر اطلاعاتی ام‌آی ۵، لیز کارلایل ۳۴ ساله است که ماموریتش شکار یک سلول تروریستی است.
در معرض خطر نقدهای مثبتی دریافت کرده است، به طوری که تلگراف می‌گوید: «در معرض خطر با لحنی شاد روایت می‌شود، به ندرت پرطمطراق است، و طرح داستان، هرچند که کاملاً همان‌طور که انتظار می‌رود، کلیشه‌ای است، اما رشته‌های آن بسیار سرگرم‌کننده به هم می‌پیوندند.» بخش تقدیر و تشکر نشان می‌دهد که این کتاب با کمک لوک جنینگز نوشته شده است: «همچنین از لوک جنینگز که کمکش در تحقیق و نگارش باعث شد همه چیز اتفاق بیفتد، بسیار سپاسگزاریم.» برخی بهبود کیفیت نوشتاری نسبت به زندگینامه قبلی او را به مشارکت جنینگز نسبت دادند.

## زندگی‌نامه
ریمینگتون، استلا (۲۰۰۱). راز آشکار: زندگینامه مدیر کل سابق ام آی ۵. لندن: هاچینسون. شابک ۰-۰۹-۱۷۹۳۶۰-۲.